# Isidre Puig i Boada
Isidre Puig i Boada (Barcelona, 20 de abril de 1891 – ibídem, 13 de julio de 1987) fue un arquitecto e historiador del arte español.

## Biografía
Era hijo de Isidre Puig Ros, comerciante, y de Mercè Boada. Titulado arquitecto en 1915, fue discípulo de Antoni Gaudí, con el que colaboró en la Sagrada Familia, de la que fue codirector de las obras durante los años 1950. En colaboración con Francesc Quintana y Lluís Bonet i Garí se encargaron de la nueva fachada de la Pasión.
Fue autor de diversos edificios en Barcelona (casa Vilardaga, casa P. Sagnier, casa Milà Camps), Esplugas de Llobregat (capilla en la finca Milà-Sagnier), La Ametlla (casa Maragall), Blanes (Casa Saladrigas) y Pineda de Mar (Biblioteca Manuel Serra i Moret, mercado municipal), así como de varias sucursales para la Caixa en Ponts, Pineda de Mar, Guisona y Manlleu. Edificó varios colegios: las escuelas de Jesús María en Zaragoza y las escuelas parroquiales del Pilar en Barcelona. También diseñó su propia casa de veraneo en San Felíu de Codinas.
Construyó diversas iglesias parroquiales: Nuestra Señora del Rosario en Barcelona, San Jaime en Mollerusa, San Ginés en Palau de Plegamans y la parroquial de Santa Susana. Fue autor también de la capilla de la Purísima de la iglesia de San Esteban de La Garriga, la restauración de la iglesia de Santa María de Pineda de Mar (1940) y una cruz monumental en Canet de Mar (1953). Se encargó de la restauración de la Catedral de Solsona, ciudad donde también construyó el Seminario Mayor. También restauró diversas iglesias en Blanes, Mollerusa, Caldas de Montbui, Llinás del Vallés, Bagur y San Quirico Safaja.
Fue arquitecto diocesano de Solsona (1940-1946) y de la diócesis de Urgel (1956-1968), cargo para el que proyectó diversas iglesias parroquiales en las que evidenció una clara influencia gaudiniana, especialmente por la utilización de arcos parabólicos, columnas curvadas y bóvedas con secciones en distintos planos: Sant Joan de l'Erm (1959), San Pedro de Pujalt (1959), Santa María de Termens (1963), Santa María de Montargull (1964), Sagrado Corazón de Balaguer (1964), Nuestra Señora de la Asunción de Artesa de Segre (1966) y Santa María de la Guardia de Tornabous (1967).
Como historiador fue autor de diversos libros: El Templo de la Sagrada Familia (1929), La iglesia de la Colonia Güell (1976), El pensamiento de Gaudí (1981) y Set noves esglésies al Bisbat d'Urgell (1981).

## Galería

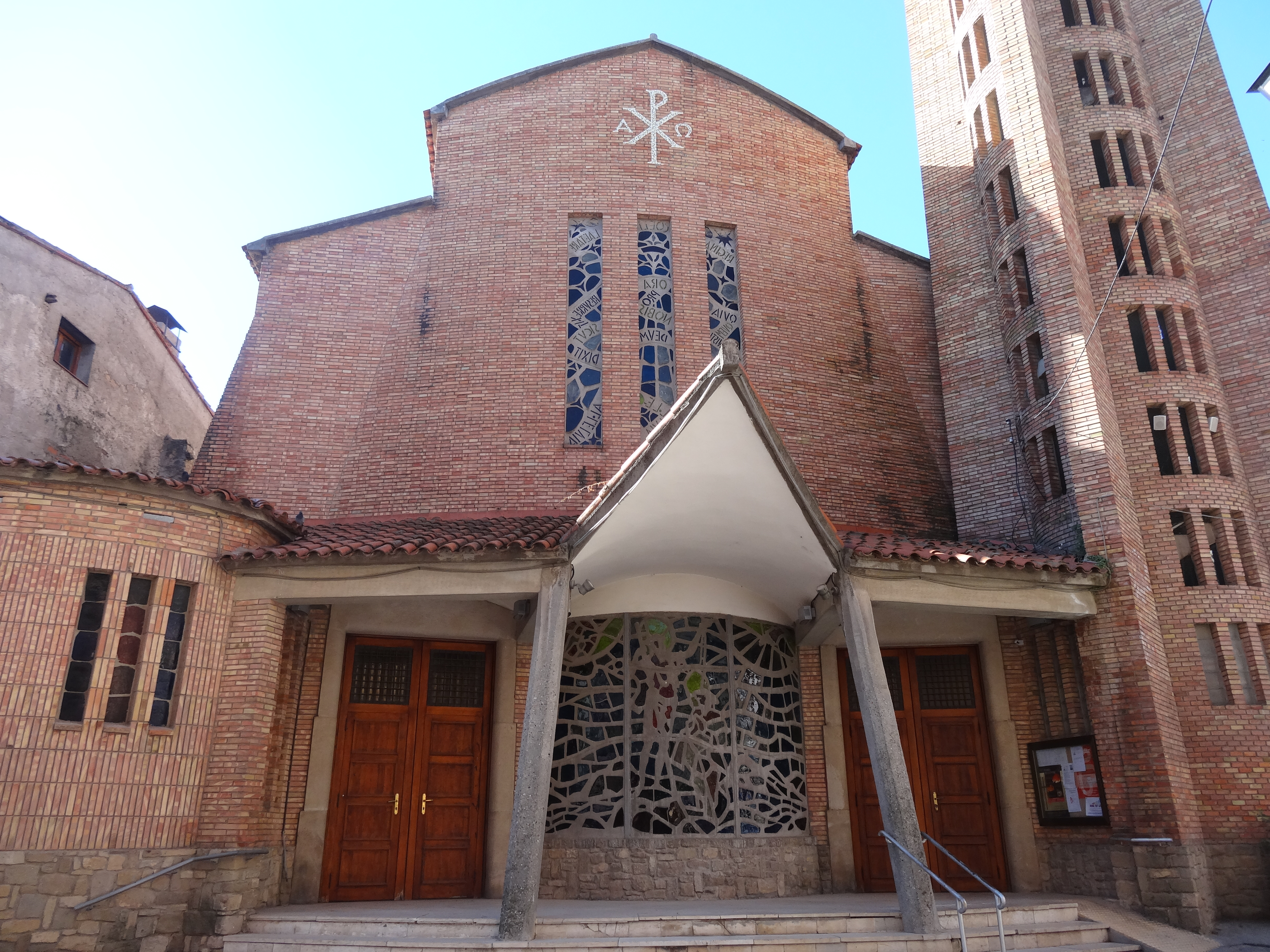
Iglesia de Nuestra Señora de la Asunción, Artesa de Segre.
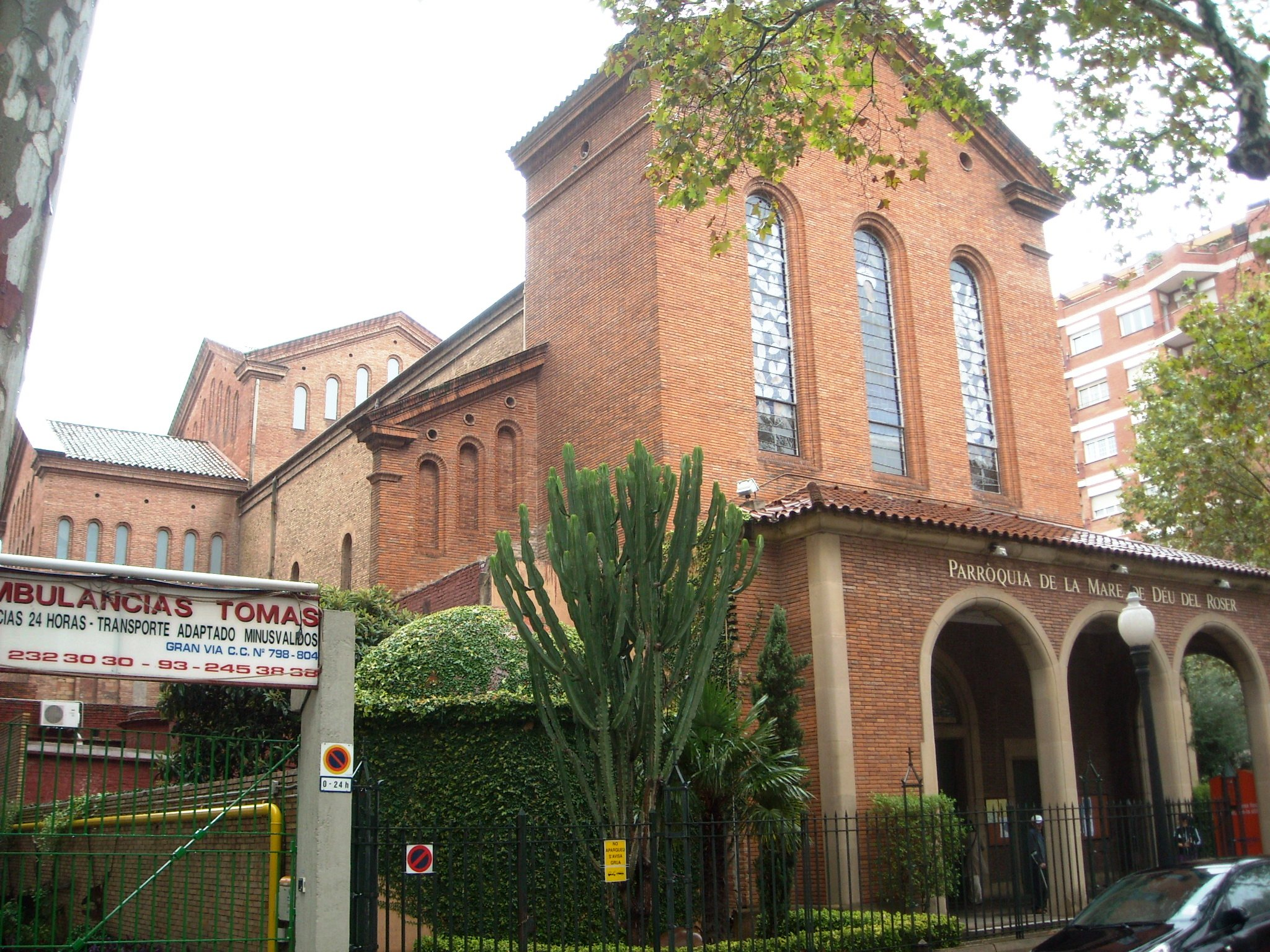
Iglesia de Nuestra Señora del Rosario, Barcelona.
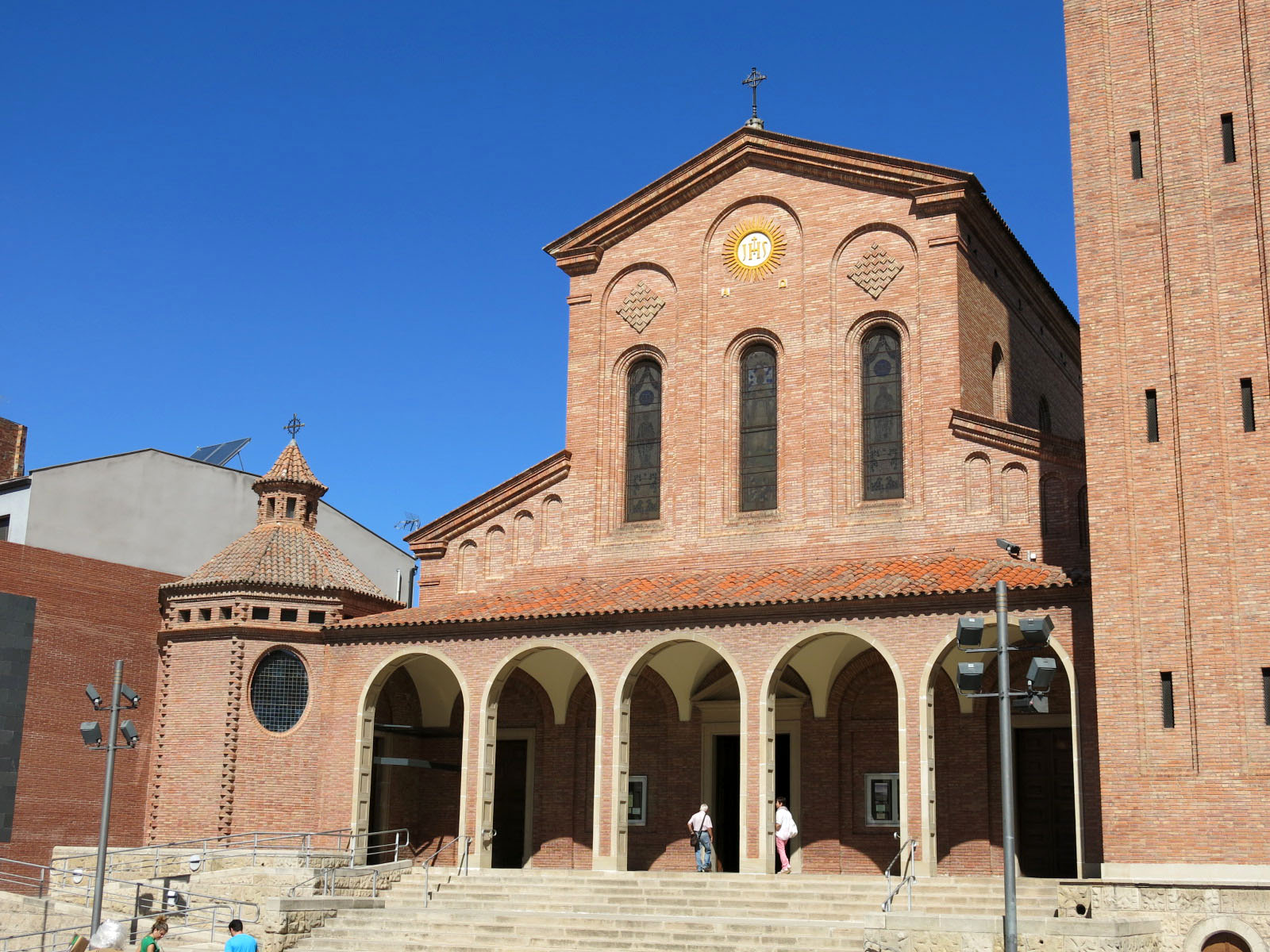
Iglesia de San Jaime, Mollerusa.
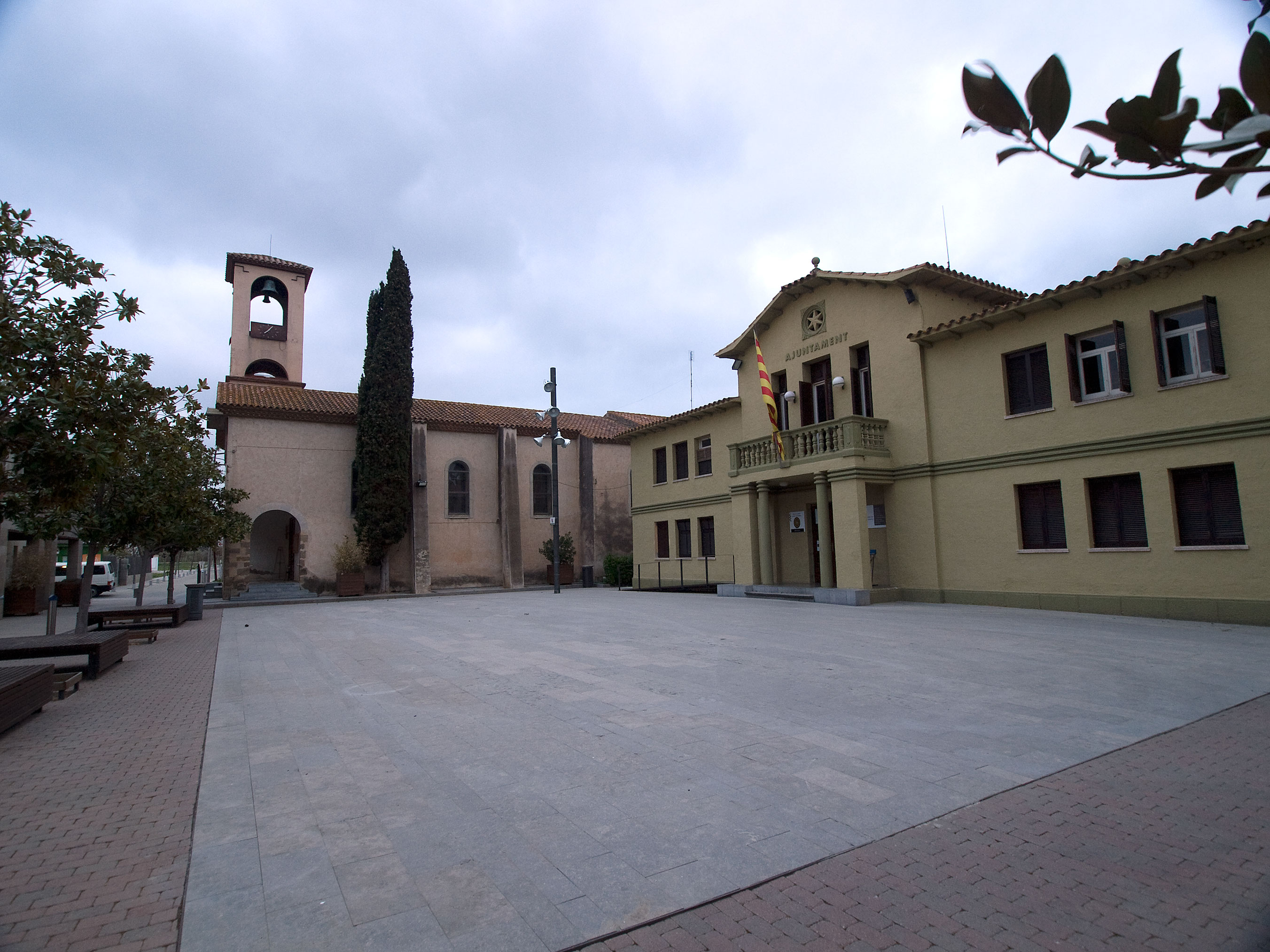
Iglesia parroquial de Santa Susana.
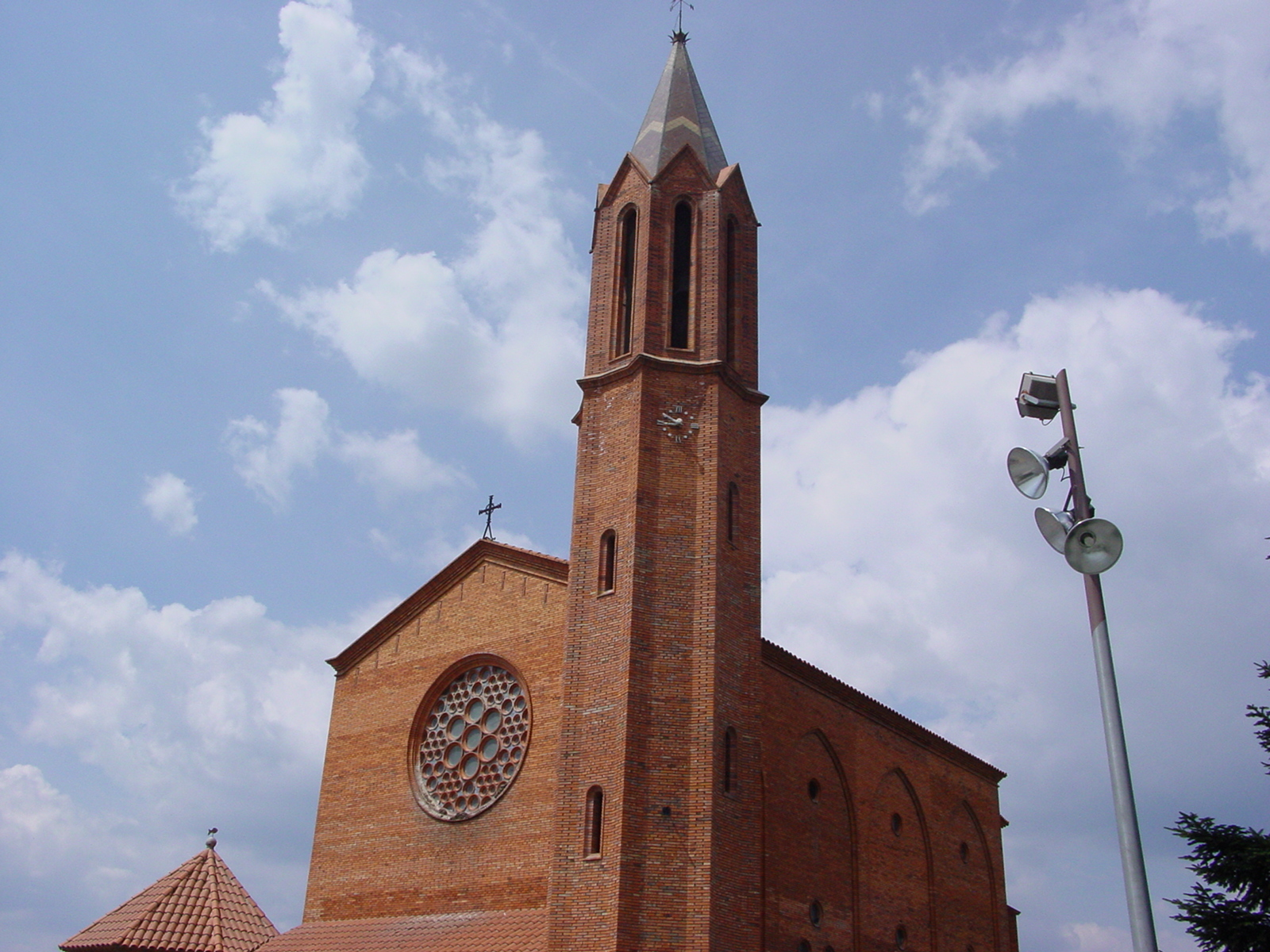
Iglesia de San Ginés en Palau de Plegamans.
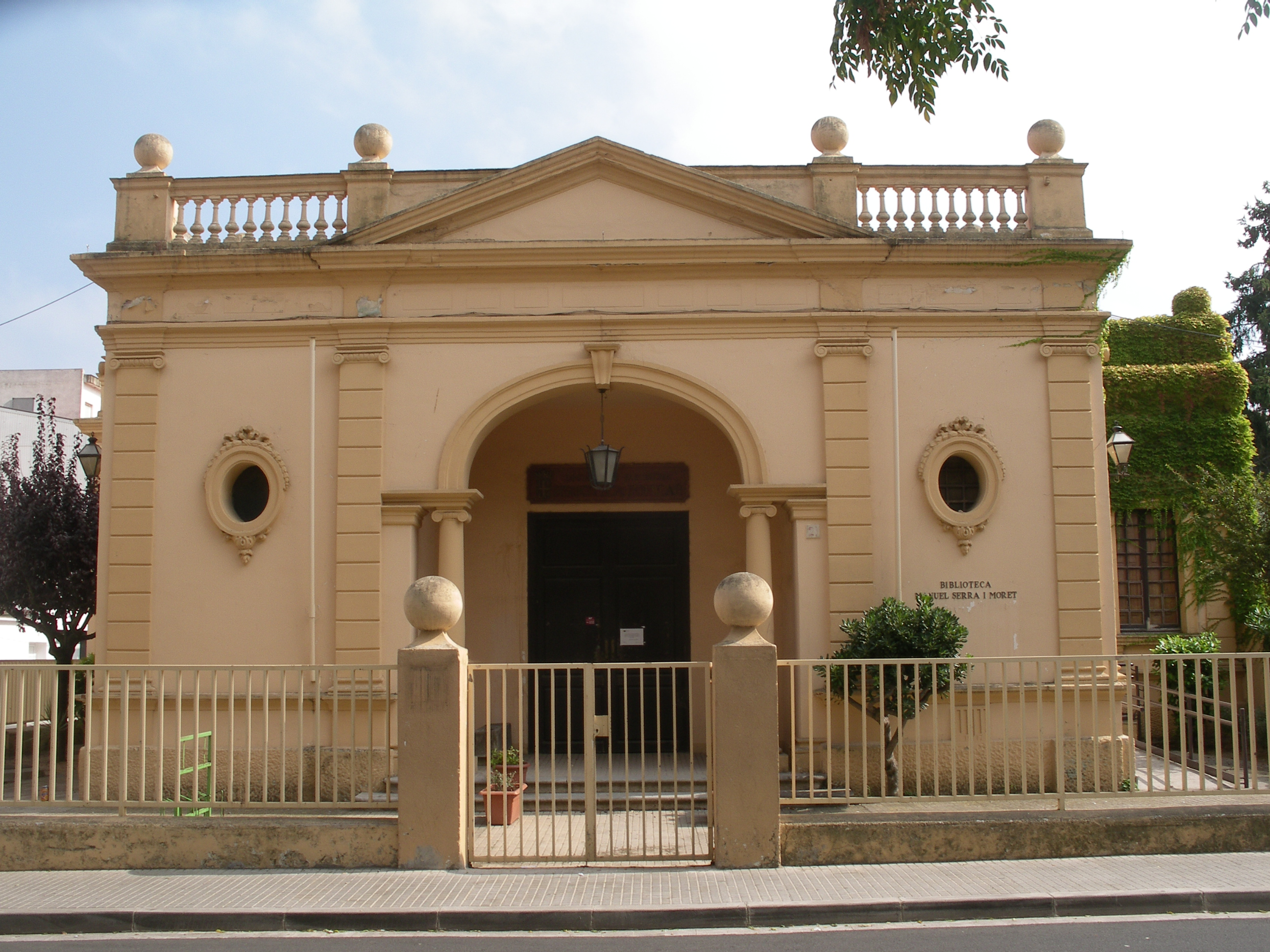
Biblioteca Manuel Serra i Moret, Pineda de Mar.